# Stroudia simillima
Stroudia simillima är en stekelart som först beskrevs av Giordani Soika 1940.  Stroudia simillima ingår i släktet Stroudia och familjen Eumenidae. Inga underarter finns listade i Catalogue of Life.